# Stazione di Ballater
La stazione ferroviaria di Ballater fu una stazione del villaggio di Ballater, nell'Aberdeenshire in Scozia. La stazione costituiva il capolinea della linea che proveniva da Aberdeen.
Era la stazione ferroviaria più vicina al Castello di Balmoral, una residenza reale.

## Storia
Aperta dalla Great North of Scotland Railway, divenne parte della London and North Eastern Railway con una legge del 1923, passando poi all'amministrazione della regione scozzese della British Railways durante la nazionalizzazione del 1948. Fu poi chiusa definitivamente nel 1966 dal British Railways Board in conseguenza dei tagli alle ferrovie.
Nell'agosto 1912, la stazione di Ballater giocò un ruolo importante quando il corpo di Alexander Duff, I duca di Fife, il genero di Re Edoardo VII, fu trasferito a Mar Lodge, a Braemar, dalla Saint George's Chapel al Castello di Windsor.

## Utilizzo dopo la chiusura
La vecchia stazione, che contiene la sala d'attesa della Regina Vittoria, divenne un centro visitatori con un fac simile di una carrozza reale.

## Incendio
Nelle prime ore del 12 maggio 2015, furono chiamati i pompieri per un grande incendio sviluppatosi nella stazione. Ci vollero tre ore per domare le fiamme, e i rapporti dissero che l'edificio era distrutto al 90%.
Si pensa che l'incendio si sia sviluppato dal ristorante della stazione, uno dei diversi esercizi situati presso la stazione.